# 吉布提
吉布提共和國（阿拉伯語：جمهوريه جيبوتي；索馬里語：Jamhuuriyadda Jabuuti；阿法爾語：Gabuutih Ummuuno） 通稱吉布地，是一个位于非洲东北部亚丁湾西岸的國家，北与厄立特里亚为邻，西部、西南及南部与埃塞俄比亚毗连，东南同索马里兰（索马里宣稱為該國領土）接壤，東北隔着紅海的曼德海峽和葉門相望。吉布提東臨红海，商船經由蘇彝士運河进入地中海，或經阿拉伯海通往波斯灣、印度洋的要冲曼德海峡等，因此战略位置十分重要。吉布提的經濟主要倚靠轉口貨物及出租土地賺取外匯。目前，吉布提有駐外美軍在非洲最大的基地莱蒙尼尔营；法國武裝部隊最大駐外基地；日本自卫队驻吉布提据点；中国人民解放军驻吉布提保障基地；德国聯邦國防軍在東非吉布提港擁有一個後勤補給基地；意大利的海外軍事基地。
但其国内大部份地方位處沙漠，自然资源贫乏，工农业基础薄弱，加上政局不稳，所以是世界上最不發達国家之一。不過由於地理位置優越，又有天然深水港，該國作為區域貿易和轉運樞紐的地位日益重要。

## 歷史
殖民者入侵之前，吉布提由豪萨、塔朱拉和奥博克三个苏丹统治。
1850年，法國入侵吉布提，于1888年占领全境，并于1896年成立法属索马里殖民政府。
二次世界大戰之後，非洲各國興起獨立運動，法属索马里因為伊薩族和阿法爾族的對立，獨立問題相當複雜。
1967年，經由居民投票決定繼續維持著法國海外領地的地位，之後改稱為法属阿法尔和伊萨领地，法国政府给予其实际上的自治地位。
之後的議會選舉阿法爾族所屬的進步黨獲得壓倒性的勝利。而以伊薩族為主的獨立非洲人民同盟也擴展勢力要求獨立。因此于1975年12月31日，法国宣布同意法属阿法尔和伊萨领地独立。
1977年6月27日，法属阿法尔和伊萨领地宣布独立，定国名为吉布提共和国。伊薩族出身的哈桑·古莱德·阿普蒂敦就任成為總統。但是部族之間的對立並未因此減緩，直到1991年爆發內戰。其后哈桑·古莱德·阿普蒂敦總統打出擺脫部族政策，同時導入總統直接選舉制度，1993年有四位候選人參選，還是由哈桑·古莱德·阿普蒂敦總統當選。之後，哈桑·古莱德·阿普蒂敦總統的繼任者伊斯梅尔·奥马尔·盖莱在1999年當選總統，2001年結束了內戰。

## 地理

### 地貌

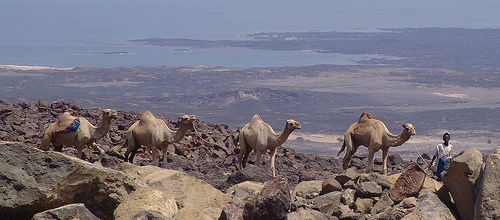
吉布提山区

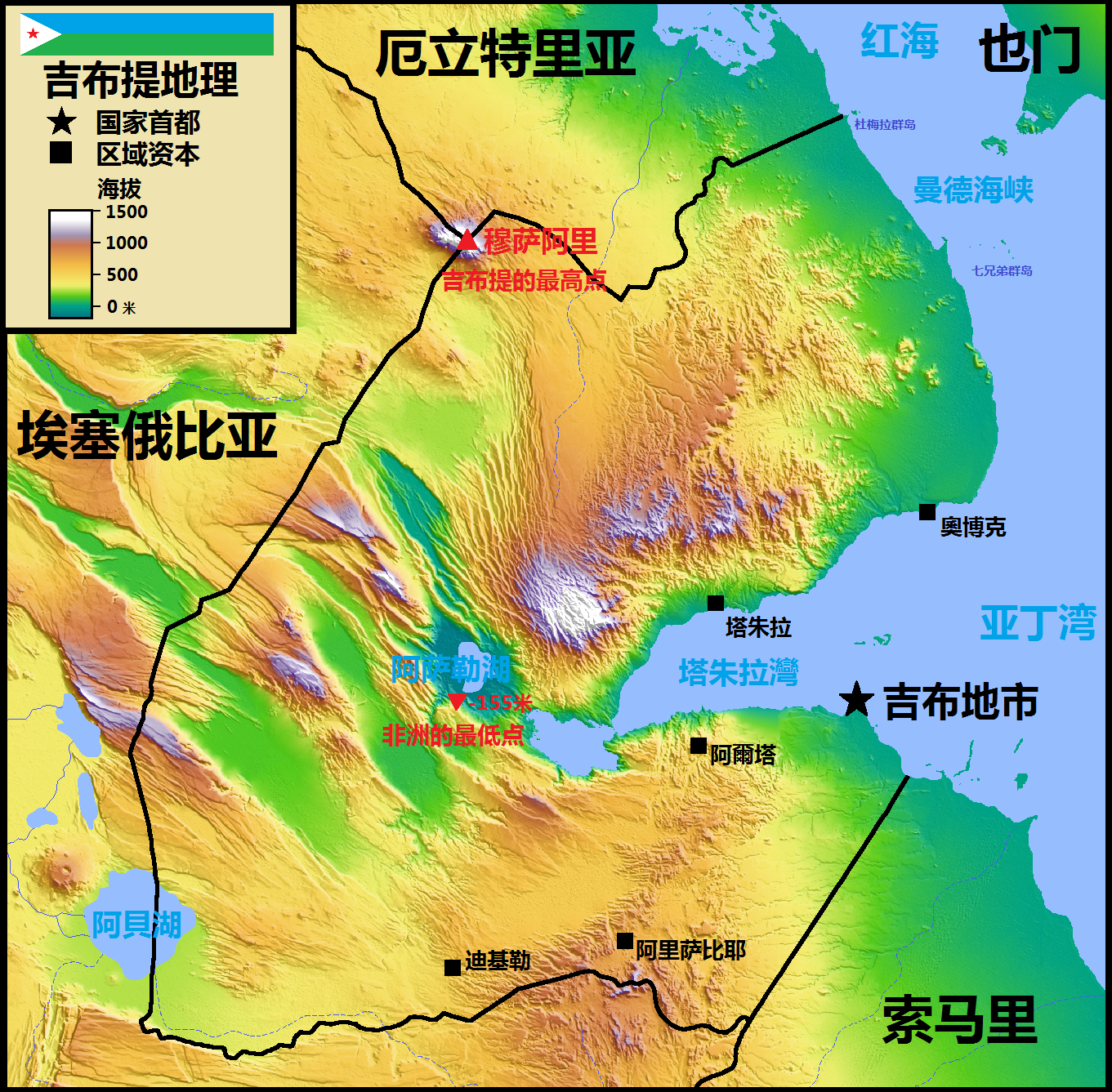
吉布提中文地图

吉布提地处亞丁灣西岸，沿海部分是平原和高原，间有低洼平原和湖泊；西部与南部則是寬廣的高原和山地，海拔500-800米。
除了濱海地帶外，境內大部份土地都是沙漠和草原，无固定河流，只有季节性的小溪流，全境幾乎是一塊不毛之地，除了沙子和鹼水外，少有其他資源。此地有地球上第二鹹的湖泊阿薩勒湖。

### 氣候
境内地形复杂，沿海为海拔不高的平原和高原，主要属热带沙漠气候，终年炎热少雨，年平均降水量在150毫米以下，年平均氣溫在攝氏29.4度（華氏85度）以上。
内地以高原和山地为主，属热带草原气候。全年分凉、热两季。4月至10月为热季,平均气温37℃，最高气温达45℃以上；11月至次年3月为凉季，平均气温27℃。

## 政治

### 国会
国民议会是国家最高权力机构，為一院制立法机构，每年举行两次年会。议员共65名，由立法选举产生，任期五年。

### 政党
吉布提实行多党制，但所有政党必须非种族化、非民族化、非宗教化和非地区化，目前主要有八个合法政党： 
- 争取进步人民联盟( Rassemblement Populaire pour le Progrès－RPP) 执政党
- 争取恢复团结和民主阵线(Front pour la Restauration de l’Unité et de la Démocratie-FRUD) 执政党
- 全国民主党（Parti National Démocratique－PND） 执政党
- 社会民主党（Parti Social Démocrate－PSD) 执政党
- 改革者联盟（Union des Partisans de la Réforme－UPR ) 执政党'
- 争取发展共和同盟（Alliance Républicaine pour la Démocratie-ARD） 反对党
- 争取民主和正义联盟（Union pour la Démocratie et la Justice-UDJ） 反对党
- 吉布提发展党（Parti Djiboutien pour le Développement－PDD） 反对党

### 总统
吉布提总统为国家元首，兼任政府首脑和武装部队最高统帅，并有权任命吉布提总理协助其工作。
宪法规定总统由直选产生，任期6年，不能连任两届以上；2010年修改宪法，将总统任期由6年更改为5年，并去除任期限制。
现任总统伊斯梅尔·奥马尔·盖莱于1999年4月就任，并在2005年4月和2011年4月两次连任总统。

## 军事

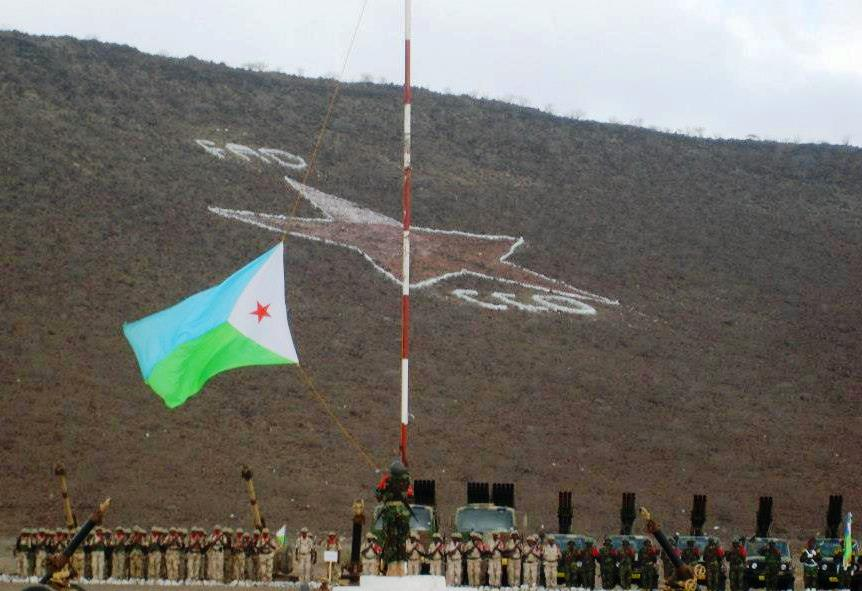
吉布提陸軍

吉布提武装部队于1977年6月6日建军，实行志愿兵役制，总兵力约3,500人，其中空军和海军各约200人，文职人员100人。
- 陆军有一个炮兵营、一个装甲团和3个步兵团。
- 空军有数架米-8、米-17直升机。
- 海军拥有几艘巡逻艇和快艇。

### 外國駐軍

#### 法國
作為前宗主國，法國在吉布堤設置了法國最大的海外軍事基地。

#### 美國
自從九一一事件後，美國在吉布堤建立了萊蒙尼爾營（Camp Lemonnier），美國在非洲最大、最重要的軍事基地，以應對也門和索馬里的恐怖主義活動。

#### 日本
在2011年，日本自衛隊也進駐了吉布提，並開設日本在海外唯一的軍事基地。

#### 意大利
在吉布提設有軍事基地

#### 德國
德國有小量駐軍，在法國基地活動。

#### 西班牙
西班牙有小量駐軍，在法國基地活動。

#### 中國
2015年11月26日，中国国防部新闻发言人吴谦在记者会上受询时证实，中国和吉布提正就在吉布提建设“保障设施”一事进行协商，这也将是中国首个海外军事基地。2017年7月11日，在中国广东省湛江市某军港码头举行中国人民解放军驻吉布提保障基地成立暨部队出征仪式。

## 外交
吉布提奉行中立、不结盟和睦邻友好的外交政策。重视发展同阿拉伯国家和邻国关系，积极参与地区合作，与厄立特里亚有边界纠纷，主张通过外交途径解决。注重保持同法国的传统关系，积极配合美国在非洲之角反恐，与日本关系逐渐升温。
吉布提积极参与国际组织，是非盟、阿盟、伊斯兰会议组织、东南非共同市场等地区组织成员国。

### 吉法关系
法国是吉布提原宗主国，也是其最大援助国和贸易伙伴。吉布提重视保持同法国的传统关系。法国在吉布提除外交部以外的各政府部门都派有顾问。两国签有防务协定，建有年度例行联合军演机制。

### 吉中关系
1979年1月8日，吉布提与中华人民共和国正式建交。两国高层交往不断，人员往来频繁，经贸关系和经济技术合作进展顺利，签有经济技术合作协定与贸易协定。
自1979年起，中方开始向吉方提供援助，迄今援建了多项基础建设设施项目。1981年起，中方开始向吉派遣医疗队，至2013年共计123人次。1986年起中方接收吉方留学生，近年来吉布提在华留学生逐年增多，目前在华留学的吉布提学生共有200余名。

## 行政區劃
吉布提共和国属于单一制国家，全国分为5州1市。州下共设有11县。而其首都也叫做吉布提，是一個濱亞丁灣臨海的美麗港口城市，同時也是國內政治、文化、經濟和交通的中心。

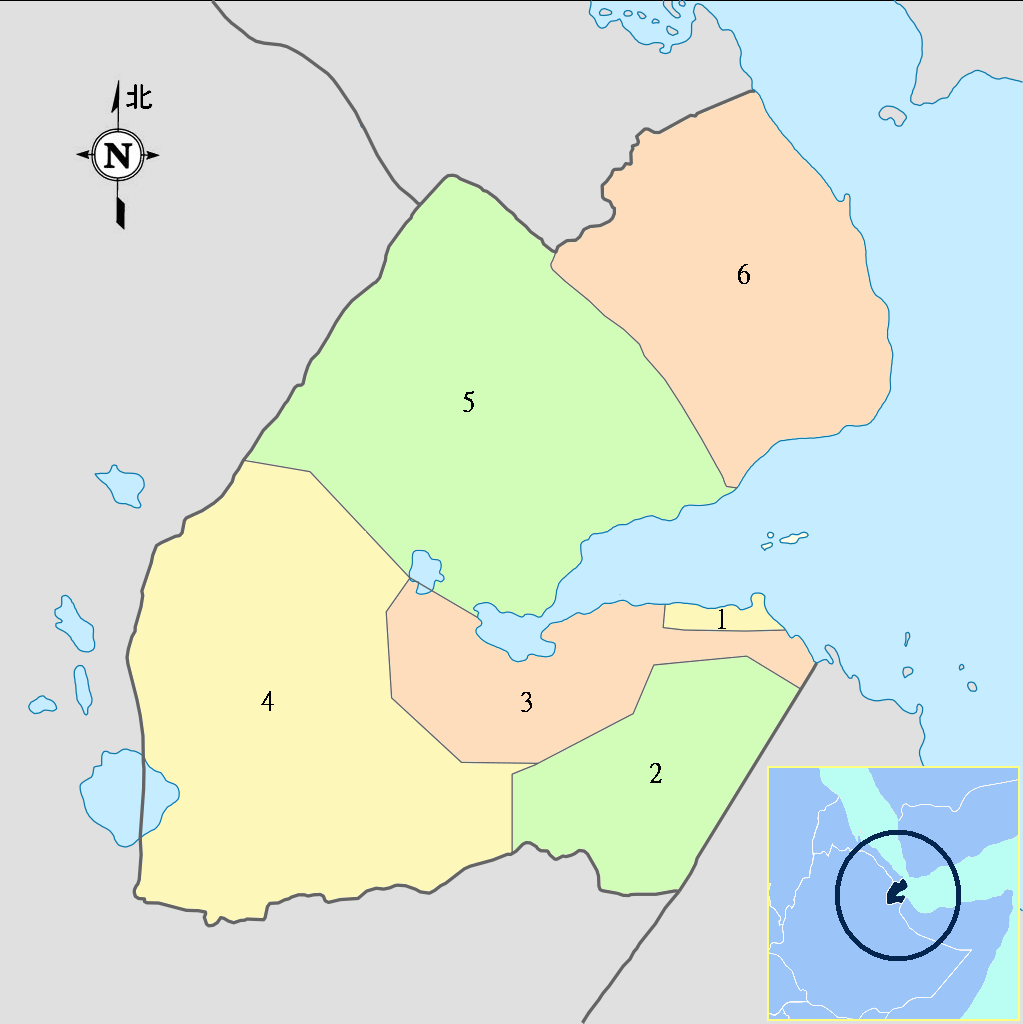
吉布提行政区划图

| 序号 | 区名           | 法文                | 首府       | 法文                 | 面积(平方公里) | 人口    |
| ---- | -------------- | ------------------- | ---------- | -------------------- | -------------- | ------- |
| 1    | 吉布提市(首都) | Djibouti (ville)    | 吉布提市   | Djibouti (ville)     | 630            | 604,013 |
| 2    | 阿里萨比州     | Région d'Ali Sabieh | 阿里萨比耶 | Ali Sabieh           | 2,200          | 88,034  |
| 3    | 阿尔塔州       | Région d'Arta       | 阿尔塔     | Arta (Djibouti)      | 1,800          | 42,380  |
| 4    | 迪基尔州       | Région de Dikhil    | 迪基勒     | Dikhil               | 7,200          | 89,098  |
| 5    | 塔朱拉州       | Région de Tadjourah | 塔朱拉     | Tadjourah (Djibouti) | 7,100          | 87,704  |
| 6    | 奥博克州       | Région d'Obock      | 奥博克     | Obock                | 4,700          | 39,034  |

## 經濟

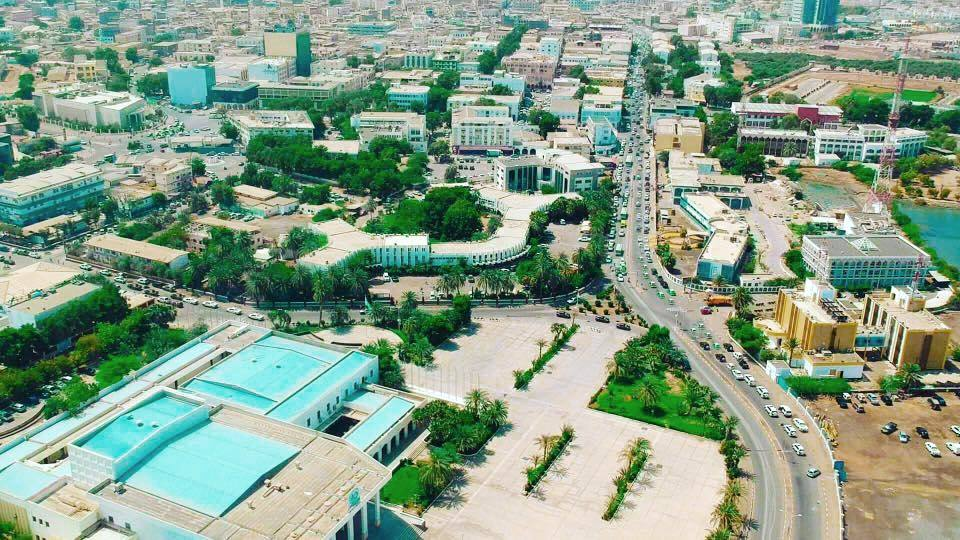
吉布地市俯瞰

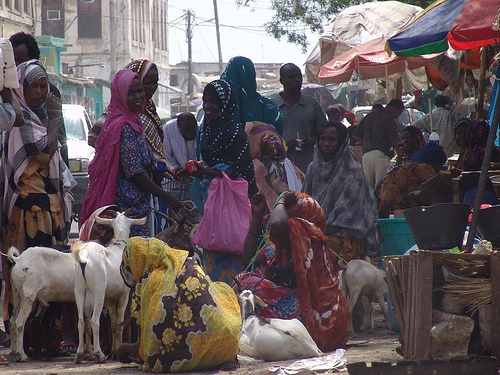
吉布提国内市場

### 農業
农业以畜牧业为主，家畜方面有驢、牛、駱駝、山羊和綿羊等，可以生產一些肉類、牛羊駱駝的奶、奶油和皮革等。
渔业资源比较丰富，预计年捕捞潜力可达4.8万吨，但目前捕捞业仍比较落后，采用手工作业捕鱼。
可耕地面积1万公顷，已耕地1000公顷。但因為氣候惡劣，除了馬鈴薯和咖啡外，幾乎不出產糧食，食物自給率相當低。

### 工業
主要工业为电力、水利、房屋及公共工程、盐矿开发等，另有一些建筑业以及矿泉水厂、制瓶厂、奶品厂、制药厂、水泥厂、机械修配等小型工业。

### 鹽業
盐矿总储量约为20亿吨，主要分布在阿萨勒湖，已开发，供出口。

### 國際貿易
在出口貿易方面，2006年輸出總值約為1億美元，主要輸出品有皮革、咖啡（過境轉運）及轉口貿易等，主要輸出國為索馬利亞、阿拉伯聯合大公國、葉門。
在進口貿易方面，2006年輸入總值約為6.44億美元，主要輸入品有食品、飲料、運輸設備、化學品，石油產品等，主要輸入國是沙烏地阿拉伯、印度、中國、美國及馬來西亞
目前吉布地的經濟十分依賴物流服務，以及通過其國際港口的貿易。吉布提致力轉型為區內的商貿樞紐，大舉投資於公路、鐵路、港口和機場等項目。由於地理位置優越，又有天然深水港，吉布地作為「非洲之角」的區域貿易和轉運樞紐的地位日益重要。鄰國埃塞俄比亞雖為東非經濟規模較大國家，但屬內陸國，因此十分依賴吉布提的物流服務，2018年吉布提處理該國超過90%的貿易量。
根據國際貨幣基金組織的數據顯示，吉布地從2014年到2017年的國內生產總值平均實質增長接近7%，預計未來5年將以6%的速度增長。2019年，吉布提在世界銀行營商環境指數中的排名上升55位，目前在全球排第99位。在營商環境改善最顯著的10個經濟體中，排名第二位。

### 旅遊業
吉布提的旅遊業目前佔國內生產總值的3%。其特色景點包括紅海沿岸的沙灘、鹽湖、火山區和潛水地點，主要遊客來源為歐洲各國及埃塞俄比亞、厄立特里亞等鄰國。不過，國內缺乏足夠的世界級酒店設施來接待國際旅客，現在吉布提政府致力發展旅遊業，以實現經濟多元化。
駐吉布提的外國軍隊
租借軍事基地的費用是吉布提經濟的重要組成部分，美國每年支付6300萬美元租用Camp Lemonnier，法國和日本每年支付約3000萬美元，中國每年則支付2000萬美元。

## 社会

### 交通
- 铁路：19世纪末，法国建筑了吉布提到埃塞俄比亚首都亚的斯亚贝巴的米轨铁路埃塞–吉布提铁路，全长850公里，吉境内长约194公里[25]。2012年1月19日，中国铁建下属的中土集团公司与吉布提财政部签署了吉布提现代化准轨铁路项目合同书，修建亚吉铁路。该项目至吉布提埃塞俄比亚国境铁，是设计、采购、施工总承包（EPC）项目，全长82公里，工期为60个月，设计时速120公里，采用中国的铁路技术标准。从国境的格雷雷至吉布提市的多拉雷新港和吉布提老港，与在建的埃塞俄比亚亚的斯亚贝巴—达瓦利（埃塞俄比亚吉布提边境）铁路相连。中铁建铁四院从2011年10月开始该铁路的勘察设计，为期9个月。2012年7月7日，该项目在那加德车站正式动工。[26]2016年10月5日，亚吉铁路正式通车。
- 海运：吉布提港是东非重要港口之一，现有15个泊位，其中13个为深水泊位，包括1个20万吨输油码头（3个泊位）和1个集装箱码头（2个泊位）。其航运、停泊和装卸条件完全符合国际标准[27]。
- 空运：吉布提-安布利國際機場可起降大型客、货机，是前往东非主要国家和法国的中转站，主要经营至埃塞俄比亚、也门和索马里兰几条航线。目前，英航和法航每周仅有一班航班从其首都飞往吉布提市[28]。

### 医疗
据《2013年世界人类发展报告》统计，吉人类发展指数在全世界186个国家和地区中列第165位。人均预期寿命61.6岁，人口死亡率为0.8%。

人民的健康状况较差，结核病、登革热、艾滋病发病率较高，霍乱和疟疾时有爆发性流行。

## 人口
全国人口约为99万，自然人口增长率为3%，14岁以下的人口占总人口的35%，60岁以上的占3.3%。吉布提人口主要由城市人口、農村人口和游牧人口組成。三分之二居住在吉布提市。吉布提外來人口比例較大；據估計，僅難民佔該國總人口的3.2%。

### 民族
国民大多为属于阿法尔人和索馬里人分支的伊萨人，其中伊薩族佔60%，讲索马里语；阿法爾族佔35%，讲阿法尔语；剩下的部份为外来的歐洲人、阿拉伯人以及埃塞俄比亞人等。国内民族问题复杂，1990年代的內戰就是因伊薩族和阿法爾族之間的對立而爆發的。

### 宗教
伊斯兰教为国教，94%的居民为逊尼派穆斯林，其余为少數以歐洲裔、衣索比亞裔為主的基督徒約佔6%。

### 语言
法語和阿拉伯語是吉布提的官方语言，但是在民间索马里语和阿法尔语也被廣泛使用。该国的政府、报社多使用法语，而新闻简报、宗教节目则使用阿拉伯语及本土语言。

### 传媒
报纸主要有官方报刊《民族报》，以及争取进步人民联盟党刊《进步》周刊、全国民主党周刊《共和》等，广播电视方面，官方拥有吉布提广播电视台，另外，美国之音也在当地设有转播站。

### 運動
2011年12月，吉布提國家帕拉林匹克委員會（英語：National Paralympic Committee of Djibouti）於在北京舉行的國際殘奧委員會年會中正式加入國際帕拉林匹克委員會，成為受認可的國家帕拉林匹克委員會之一。